# Adriano Bacula

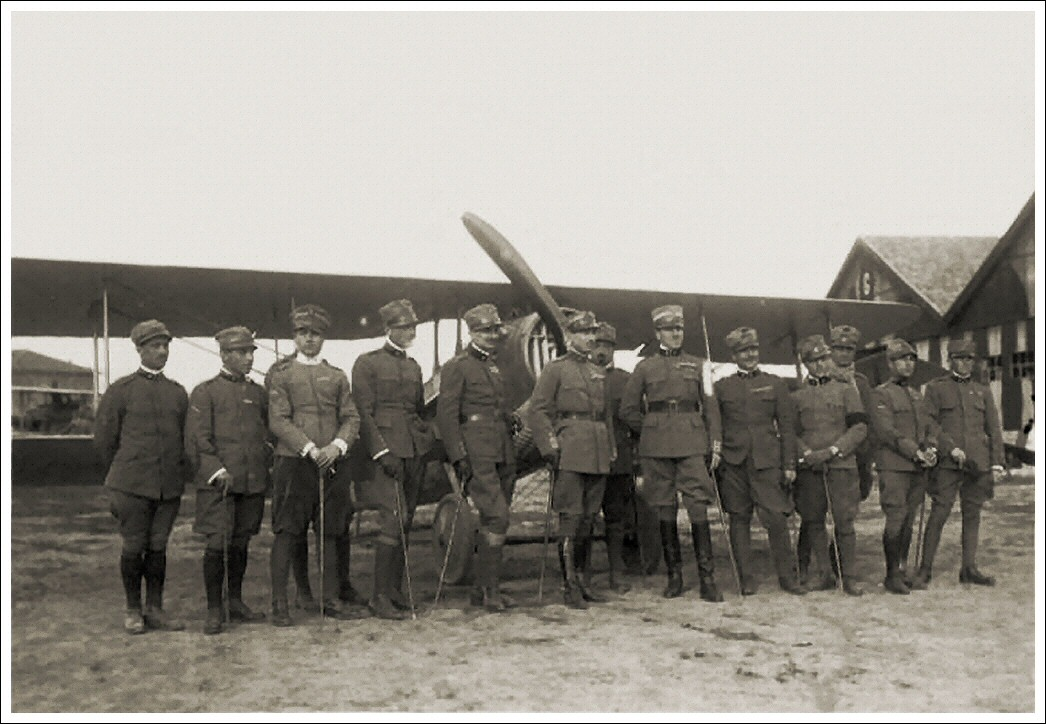
La 91ª Squadriglia Aeroplani da Caccia. Da sinistra; serg. Mario D'Urso, serg. Gaetano Aliperta, ten. Gastone Novelli, ten. Cesare Magistrini, cap. Bartolomeo Costantini, cap. Fulco Ruffo di Calabria, col. Pier Ruggero Piccio, ten. Guido Keller, magg. Francesco Baracca, ten. Ferruccio Ranza, ten. Mario de Bernardi, ten. Adriano Bacula, serg. Guido Nardini, sott. Eduardo Alfredo Olivero.

Adriano Bacula (Napoli, 5 marzo 1894 – Regno di Jugoslavia, 18 aprile 1938) è stato un militare e aviatore italiano, decorato di due Medaglie d'argento al valor militare durante il corso della prima guerra mondiale. Considerato uno dei migliori piloti collaudatori italiani nel periodo fra le due guerre mondiali prese parte all'edizione 1926 della Coppa Schneider, tenutasi a Norfolk, negli Stati Uniti d'America. Come capo collaudatore della Savoia-Marchetti effettuò il primo volo del trimotore da trasporto passeggeri S.M.73 (4 giugno 1934), e dei trimotori da bombardamento S.79 Sparviero (8 ottobre 1934) e S.M.81 Pipistrello (8 febbraio 1935).

## Biografia
Nacque a Napoli il 5 marzo 1894, figlio di Adolfo, di professione ingegnere, e di Anna Rosacher proviene da una importante famiglia svizzera.
Completati gli studi, dopo il trasferimento del padre a Torino, iniziò a frequentare il campo d'aviazione di Mirafiori dove andavano in volo i primi apparecchi italiani. All'atto dell'entrata in guerra del Regno d'Italia si arruolò volontario nel Battaglione Aviatori frequentando la Scuola di volo di Mirafiori, e poi quella della Malpensa dove ottiene il brevetto di pilota su velivolo Farman.
Il 28 marzo 1916 prende servizio in zona di guerra presso la 7ª Squadriglia, assegnato agli equipaggi dei bombardieri Caproni 300 HP che decollano dal campo d'aviazione della Comina per bombardare Trieste e le zone del Carso. La sua indubbia abilità nel pilotaggio gli consentì di ottenere di trasferimento alla 71ª Squadriglia caccia dotata di caccia Nieuport 17 e, dopo un periodo di attività in Albania a partire dal maggio 1917 con la 85ª Squadriglia, nel maggio 1918 rientrò in Italia assegnato alla 91ª Squadriglia caccia dove si trovava in servizio al termine delle ostilità. Il 10 novembre 1918 passò in servizio, insieme a Guido Keller, presso la 90ª Squadriglia, e all'epoca risultava decorato con due Medaglie d'argento al valor militare e con all'attivo un aereo nemico abbattuto.
Partecipò all'impresa di Fiume con Gabriele D'Annunzio, di cui godeva la personale stima, e i suoi Legionari, volando a Fiume da dove iniziò a compiere voli su Trieste per il lancio di manifestini. Questi voli terminarono quando, a causa di un guasto al motore, effettuò un atterraggio di emergenza sul campo di Zaule, venendo subito arrestato, e rimesso in libertà poco tempo dopo.
Il 1 maggio 1924 fu trasferito in servizio permanente effettivo presso la Regia Aeronautica con il grado acquisito di tenente, assegnato al Corpo di Stato maggiore.
Prese parte alla Crociera aerea del Mediterraneo Occidentale (26 maggio-2 giugno 1928), organizzata da Francesco De Pinedo, pilotando un idrovolante CANT 22. La formazione era composta da un Savoia-Marchetti S.62, otto SIAI-Marchetti S.55, cinquantuno Savoia-Marchetti S.59 bis e appunto il CANT 22.
In questo periodo trovò lavoro presso le Officine Aeronautiche di Trieste in qualità di pilota collaudatore degli idrovolanti progettati dall'ingegnere Raffaele Conflenti, ma con l'arrivo di Mario Stoppani si trasferì a Sesto Calende, per lavorare presso società SIAI dove proseguì la sua attività di collaudatore.
Nel 1926 partecipò, insieme a Mario De Bernardi, Arturo Ferrarin, e Guascone Guasconi, alla Coppa Schneider tenutasi il 13 novembre dello stesso anno a Norfolk, vicino a Baltimora (Stati Uniti d'America) pilotando uno dei Macchi M.39 considerato un aereo di riserva in quanto destinato all'addestramento.
Presso la Savoia-Marchetti effettuò il primo volo dei trimotori S.M.73 il 4 giugno 1934, S.79 Sparviero l'8 ottobre 1934 e S.M.81 Pipistrello l'8 febbraio 1935. Con l'S.79 il 21 dicembre 1937 riuscì a stabilire il record mondiale di velocità sui 2 000 km con 500, 1 000 e 2 000 kg di carico a 428,30 km/h.
Il 24 aprile 1938 nel quadro di una commessa del Governo rumeno per un certo numero di bombardieri bimotori S.79B, decollò da Sesto Calende per recarsi a consegnare il primo di questi apparecchi. Giunto sulla attuale Slovenia una improvvisa tempesta travolse il velivolo che precipitò al suolo con la morte degli occupanti.
Era l'ultimo superstite della gloriosa squadriglia Baracca. La salma fu successivamente tumulata nel Mausoleo del Vittoriale.

### Annotazioni
1. ↑  Insieme a lui aderirono Guido Keller, Ernesto Cabruna, Giannino Ancilotto, Eugenio Casagrande, tutti decorati di Medaglia d'oro al valor militare, Ludovico Censi e Giordano Bruno Granzarolo della squadriglia che compì il volo su Vienna.
2. ↑  Che in quel periodo lavorava come capo pilota della SISA, ma svolgeva saltuariamente anche compiti di collaudatore per le Officine Aeronautiche.

### Fonti
1. 1 2 3  Mancini 1936, p. 67.
2. ↑  Rivista Aeronautica, Volume 80, Edizioni 4-6. Ministero dell'aeronautica, Associazione culturale aeronautica, 2004.
3. 1 2 3 4  Associazione 4º Stormo.
4. 1 2 3 4 5 6  Guerra all'orizzonte.
5. ↑  Ludovico 1980, p. 24.
6. ↑  Ludovico 1980, p. 27.
7. ↑  Ferrari 2004, p. 170.
8. ↑   Massimo Mila e Paolo Soddu (curatore), Argomenti strettamente famigliari. Lettere dal carcere (1935-1940), Torino, Einaudi, 1999.
9. ↑   Bollettino ufficiale delle nomine, promozioni e destinazioni negli ufficiali e sottufficiali del R. esercito italiano e nel personale dell'amministrazione militare, 1925,  p. 774. URL consultato il 17 marzo 2020.
10. ↑  Savoia Marchetti Sm. 79 "Sparviero" - Drawings & Profiles Archiviato l'8 luglio 2010 in Internet Archive..
11. ↑  Bergomi 2011, p. 26.
12. ↑  https://www.thisdayinaviation.com/tag/adriano-bacula/
13. ↑   Maria Grazia Di Paolo (a cura di), Gabriele D'Annunzio. Carteggio inedito con il figlio Veniero (1917-1937), Milano, Ugo Mursia, 1994.
14. ↑   Bollettino ufficiale delle nomine, promozioni e destinazioni negli ufficiali e sottufficiali del R. esercito italiano e nel personale dell'amministrazione militare, 1921,  p. 1633. URL consultato il 17 marzo 2020.
15. ↑  Gazzetta Ufficiale del Regno d'Italia n.96 del 25 aprile 1933, pag.1677.
16. ↑  Gazzetta Ufficiale del Regno d'Italia n.126 del 31 maggio 1929, pag.2419.
17. ↑  Gazzetta Ufficiale del Regno d'Italia n.43 del 21 febbraio 1936, p.483.